# Ebensee am Traunsee
Ebensee am Traunsee is een gemeente in de Oostenrijkse deelstaat Opper-Oostenrijk, gelegen in het district Gmunden (GM). De gemeente heeft ongeveer 8500 inwoners.

## Geografie
Ebensee am Traunsee heeft een oppervlakte van 195 km². Het ligt in het centrum van het land. De gemeente ligt in het zuiden van de deelstaat Opper-Oostenrijk, niet ver van de deelstaten Stiermarken en Salzburg.
Ebensee am Traunsee ligt aan de zuidelijke oever van de Traunsee. Hier stroomt de rivier de Traun het meer binnen.

## Geschiedenis
Tijdens de Tweede Wereldoorlog stond in deze gemeente een concentratiekamp, zie Ebensee (concentratiekamp).

## Geboren in Ebensee
- Fritz Neuböck (1965) componist, muziekpedagoog, dirigent, pianist en trompettist

## Stendenband
- Prato

Altmünster · Bad Goisern am Hallstättersee · Bad Ischl · Ebensee am Traunsee · Gmunden · Gosau · Grünau im Almtal · Gschwandt · Hallstatt · Kirchham · Laakirchen · Obertraun · Ohlsdorf · Pinsdorf · Roitham am Traunfall · St. Konrad · St. Wolfgang im Salzkammergut · Scharnstein · Traunkirchen · Vorchdorf
- Bibliothèque nationale de France: cb12470497w (data)
- Gemeinsame Normdatei: 4092240-6
- Library of Congress Control Number: n89146573
- MusicBrainz: be8faf5b-8747-4692-91b2-0d8af93365e6
- Nationale Bibliotheek van Tsjechië: xx0154328
- Nationale Bibliotheek van Israël: 987007565024805171
- Virtual International Authority File: 180161938143539870009